# 3386 Klementinum
3386 Klementinum eller 1980 FA är en asteroid i huvudbältet som upptäcktes den 16 mars 1980 av den slovakiske astronomen L. Brožek vid Kleť-observatoriet. Den har fått sitt namn efter Klementinum i Prag.
Asteroiden har en diameter på ungefär 8 kilometer och den tillhör asteroidgruppen Koronis.